# Meet the Woo
| Оценки критиков | Оценки критиков |
| Источник        | Оценка          |
| --------------- | --------------- |
| Pitchfork       | 7.6/10          |
| AllMusic        | [ 4 ]           |

Meet the Woo (альтернативное название Meet the Woo, Vol. 1) — дебютный микстейп американского рэпера Pop Smoke. Он был выпущен 26 июля 2019 года на лейблах Victor Victor Worldwide и Republic Records. Он дебютировал под номером 173 на американском чарте Billboard 200. «Welcome to the Party» и «Dior» были выпущены в качестве синглов с микстейпа.

## Синглы
29 мая 2019 года Pop Smoke выпустил первый сингл с альбома «Welcome To The Party», были выпущены два ремикса с участием рэперов Nicki Minaj и Скепты в августе 2019. Позднее ремиксы появились на делюкс-версии альбома.

## Коммерческий успех
Meet the Woo дебютировал под номером 173 на американском чарте Billboard 200, 31 августа 2019 года. На следующей неделе микстейп вылетел из чарта. 3 июля 2020 года микстейп достиг высшей позиции в чарте, заняв 105 место.

## Список композиций
Информация из Tidal и Spotify.
| №                   | Название               | Текст песни                  | Музыка                            | Продюсеры                 | Длительность |
| ------------------- | ---------------------- | ---------------------------- | --------------------------------- | ------------------------- | ------------ |
| 1.                  | «Meet the Woo»         | Башар Джексон и Андре Лоблак | Башар Джексон и Андре Лоблак      | 808MeloBeats              | 2:01         |
| 2.                  | «Welcome to the Party» | Джексон и Лоблак             | Джексон и Лоблак                  | 808MeloBeats              | 3:34         |
| 3.                  | «Hawk Em»              | Джексон                      | Джексон и Лоблак                  | 808MeloBeats              | 1:58         |
| 4.                  | «Better Have Your Gun» | Джексон и Лоблак             | Джексон и Лоблак                  | 808MeloBeats и Yoz Beats  | 3:19         |
| 5.                  | «Scenario»             | Джексон и Лоблак             | Джексон и Лоблак                  | 808MeloBeats              | 4:01         |
| 6.                  | «Dior»                 | Джексон и Лоблак             | Джексон и Лоблак                  | 808MeloBeats              | 3:36         |
| 7.                  | «Feeling»              | Джексон                      | Джексон, Лоблак и Рикардо Ламарре | 808MeloBeats и Rico Beats | 2:41         |
| 8.                  | «PTSD»                 | Джексон                      | Джексон и Ламарре                 | Rico Beats                | 3:19         |
| 9.                  | «Brother Man»          | Джексон                      | Джексон, Лоблак и Ламарре         | 808MeloBeats и Rico Beats | 3:02         |
| Общая длительность: | Общая длительность:    | Общая длительность:          | Общая длительность:               | Общая длительность:       | 27:36        |

| №                   | Название                                                 | Текст песни                      | Музыка              | Продюсеры           | Длительность |
| ------------------- | -------------------------------------------------------- | -------------------------------- | ------------------- | ------------------- | ------------ |
| 10.                 | «Welcome to the Party (Remix)» (при участии Nicki Minaj) | Джексон, Лоблак и Оника Мараж    | Джексон и Лоблак    | 808MeloBeats        | 3:00         |
| 11.                 | «Welcome to the Party (Remix)» (при участии Skepta)      | Джексон, Лоблак и Джозеф Аденуга | Джексон и Лоблак    | 808MeloBeats        | 3:35         |
| Общая длительность: | Общая длительность:                                      | Общая длительность:              | Общая длительность: | Общая длительность: | 34:13        |

## Участники записи
- Pop Smoke — вокал
- 808MeloBeats — программирование (1-6, 9-11)
- Rico Beats[англ.] — программирование (7-9)
- Йосиф Тафари — дополнительный вокал (4)
- Джейсен Джошуа[англ.] — сведение
- Колин Леонард — мастеринг (10, 11)
- Дом Мартин — запись (1, 2, 10, 11)
- Юнг Аве — запись (3-6, 8, 9)
- Вик Вайнштейн — запись (4, 6, 8)
- Кристофер Ульрих — запись (7, 8)
- Джон Мюллер — звукорежиссёр (2)
- DJ Riggins — помощник по сведению (3-7, 9, 10)
- Джейкоб Ричардс — помощник по сведению (3-7, 9, 10)
- Майк Сиберг — помощник по сведению (3-7, 9, 10)

## Чарты

### Недельные чарты
| Чарт (2019—2020)               | Высшая позиция |
| ------------------------------ | -------------- |
| Бельгия/Фландрия (Ultratop)    | 158            |
| Дания (Hitlisten)              | 31             |
| Канада (Canadian Albums Chart) | 98             |
| Нидерланды (Album Top 100)     | 49             |
| Франция (SNEP)                 | 123            |
| Швеция (Sverigetopplistan)     | 27             |
| США (Billboard 200)            | 105            |

### Годовые итоговые чарты
| Чарт (2020)                | Позиция |
| -------------------------- | ------- |
| Дания (Hitlisten)          | 80      |
| Швеция (Sverigetopplistan) | 71      |

## Сертификации
| Регион                                                                      | Сертификация | Продажи |
| --------------------------------------------------------------------------- | ------------ | ------- |
| Дания (IFPI Danmark)                                                        | Золотой      | 10 000  |
| Данные о продажах + прослушиваниях приведены только на основе сертификации. |              |         |